# Île Caviana
L’île Caviana, en portugais Ilha Caviana, est une île côtière de l'océan Atlantique située dans le delta de l'Amazone. Sa formation est cependant  bien due aux alluvions apportés par l'Amazone et géologiquement, elle est une île fluviale. Elle se trouve dans l’État brésilien de Pará. L'île couvre une superficie de 5 000 km2.

## Littérature
- Instructions pour une partie de la côte du Brésil et pour la Casamance de Charles Marie Philippe de Kerhallet